# Villarejo-Periesteban
Villarejo-Periesteban est une municipalité espagnole de la province de Cuenca, dans la communauté autonome de Castille-La Manche.

## Géographie

### Communes limitrophes
| Zafra de Záncara | Altarejos                  | Altarejos                  |
| Zafra de Záncara | Villarejo Periesteban      | San Lorenzo de la Parrilla |
| Villares del Saz | San Lorenzo de la Parrilla | San Lorenzo de la Parrilla |

### Relief et paysage
Villarejo-Periesteban se situe à l'extrémité nord-ouest de la Mancha de Cuenca, et à trente-quatre kilomètres au sud-ouest de la ville de Cuenca. Le bourg se trouve à une altitude de 910 m.
Les principaux cours d'eau sont le Marimota (aussi appelé Belbis) et le Pontón, qui traversent le territoire du nord-ouest au sud-est. Les deux rivières, qui ont un faible débit, se rejoignent près de Belmontejo, avant de se jeter dans le Júcar au niveau du réservoir d'Alarcón.
Les paysages ont considérablement changé depuis le XVIIIe siècle. En 1751, la surface agricole n'occupait que 21 % du territoire municipal. Concentrée autour du bourg, elle était le lieu d'une polyculture typique d'une économie de subsistance : blé, seigle, orge, avoine, vignes et légumineuses pour améliorer les jachères (gesse et pois chiche). Le reste du territoire, fortement arboré, était utilisé comme pâtis communaux. Les habitants possédaient en effet quelque 1 200 têtes de moutons churros, dont la laine était utilisée, dans les bourgs limitrophes d'Altarejos et San Lorenzo de la Parrilla, pour la fabrication de draps de qualité inférieure, par la suite vendus sur les marchés de Madrid. Depuis, le territoire a été presque entièrement déforesté. Selon le recensement agraire de 2009, la surface agricole représente désormais 94 % de la superficie totale de la commune. Les pâtures sont passées de 79 % du territoire en 1751 à 3 % en 2009. La polyculture a disparu et l'agriculture s'est fortement spécialisée dans l'orge et le tournesol, qui représentent 94 % de la surface labourée. La déforestation, l'érosion des sols et l'avancée de la désertification sont à mettre en relation avec la réduction drastique des ressources hydriques. En témoigne la diminution du débit des rivières Pontón et Marimota.

## Histoire

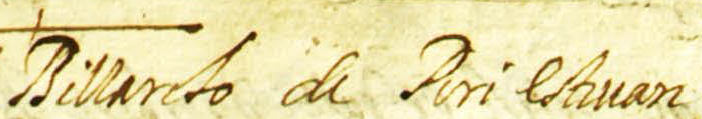
Billarejo de Peri Estevan sur un document manuscrit de 1600

Dans la seconde moitié du XIIe siècle, le roi Alphonse VIII de Castille fit la conquête successive de Cuenca (1177), Zafra (1179), Castillo de Garcimuñoz (1182) et Alarcón (1184). Il encouragea une politique de repeuplement de la région par la fondation de nouvelles agglomérations. Villarejo de Pero Esteban (ou de Peri Esteban) en fait partie. Elle prit le nom de Pedro Esteban, fils d'Esteban Illan, un noble mozarabe de Tolède. Nul ne sait s'il en fut le premier conquérant ou le premier seigneur. Toutefois la ville est décrite au XVe siècle comme un village de moins de dix feux, appartenant à la Couronne et dont le gouvernement est confié à un échevin de la ville de Cuenca. 
Au XVIe siècle, Villarejo de Periesteban cesse d'être un simple village pour assumer sa dignité de villa (bourg). Le recensement des roturiers de 1528 évoque 13 feux. À cette époque, le maître d'œuvre Pedro de Urreta réforme l'église paroissiale de Saint Clément, sous la responsabilité de l'économe Miguel Melero. Des visiteurs la décrivent en 1569 comme un bâtiment en maçonnerie avec une toiture en bois. Vers le milieu du XVIe siècle, la Couronne vend la juridiction de Villarejo Periesteban à Diego Hernández de Hinestrosa, noble de La Olmeda. Ce dernier prétendait ainsi améliorer le patrimoine de son épouse, Florencia de Mejía. Peu après la mort de Diego Hernández de Hinestrosa en 1577, il est probable que sa veuve, ou son fils aîné, ait revendu la nouvelle seigneurie au chanoine Juan del Pozo Palomino, connu pour avoir fait construire le couvent et le pont San Pablo de Cuenca. En 1605, après la mort de Juan del Pozo, sa sœur et unique héritière Ana del Pozo Palomino vendit la seigneurie au IVe marquis de Cañete, García Hurtado de Mendoza. Bien que l'achat était supposé améliorer les biens de sa seconde épouse, 
Villarejo de Per-Esteban fut finalement incorporé au majorat du marquisat de Cañete, et ce jusqu'à la fin de l'ancien régime.
Nous disposons de plus de données sur Villarejo à partir du XVIIe siècle. Le premier livre de baptêmes de la paroisse remonte d'ailleurs à 1624 et celui des mariages à 1632. Le premier maire du bourg (alcalde) mentionné dans les sources fut Miguel de Villagómez, en 1654. Son fils Bartolomé Villagómez lui succéda en 1660. Nous savons aussi que Julián Huerta, habitant de Villarejo Periesteban, reçut en 1704 le grade de bachelier en art de l'Université d'Alcalá. Mais le villarejeño le plus célèbre du XVIIe siècle fut à n'en pas douter le guérisseur Juan Ruiz. Il recevait à Villarejo où chez eux des patients de toute la contrée (Cervera, Belmontejo, etc.). Les malades qui ne pouvaient se déplacer lui faisaient parvenir des mèches de cheveux pour qu'il puisse les soigner à distance. Le tribunal de l'Inquisition le jugea en 1698 pour superstitions.
La population du bourg augmenta considérablement pendant la première moitié du XVIIIe siècle, passant de 13 feux en 1712 à 38 feux en 1751. En 1779, l'ancien maire Miguel Guijarro témoignait ainsi lors d'un procès que Villarejo était « une agglomération de trente chefs de famille, la plupart sinon tous apparentés les uns aux autres, au troisième ou quatrième degré ».

## Politique et administration

### Nomination des maires pendant la Restauration bourbonienne
| Année de la nomination | Maire                         |
| ---------------------- | ----------------------------- |
| 1879                   | Nicolas Guijarro              |
| 1885                   | Quintín Guijarro              |
| 1888                   | Saturnino Guijarro            |
| 1891                   | Juan Guijarro                 |
| 1893                   | Florentino Huerta             |
| 1894                   | Victoriano Guijarro Escamilla |
| 1897                   | Juan Guijarro                 |
| 1902                   | Monico Guijarro Huerta        |
| 1910                   | Florentino Huerta             |
| 1914                   | José Guijarro Huerta          |
| 1920                   | Eladio Guijarro Guijarro      |
| 1923                   | Gregorio Guijarro             |
| 1926                   | Laureano Guijarro Saiz        |

### Élections municipales de la Seconde République
| Année de l'élection | Maire                    | Conseillers                                                                                              | Parti |
| ------------------- | ------------------------ | --- | ----- |
| 1931                | Lázaro Guijarro          | |       |
| 1936                | Agustín Carrasco Buendia | Anastasio Arribas Martínez Aniceto Ruipérez Huerta Antonio Belmar Carrasco Florencio Azcoitia Albaladejo | IR    |

### Nomination des maires sous le franquisme
| Année de la nomination | Maire                  |
| ---------------------- | ---------------------- |
| 1939                   | Laureano Guijarro Saiz |
| 1941                   | Marcelo Huerta Alvarez |
| 1953                   | José Prieto Gomez      |
| 1973                   | Ramon Huerta Alvarez   |

### Élections municipales depuis 1979
| Date de l'élection | Maire                                         | Parti |
| ------------------ | --------------------------------------------- | ----- |
| 3 avril 1979       | Trinitario Arribas del Barrio                 | UCD   |
| 8 mai 1983         | Alvaro Guijarro Guijarro                      | PDL   |
| 10 juin 1987       | Alvaro Guijarro Guijarro                      | AP    |
| 26 mai 1991        | José Luis Carrasco                            | PP    |
| 28 mai 1995        | Máximo López Guijarro José Albaladejo Rodrigo | PSOE  |
| 13 juin 1999       | José Albaladejo Rodrigo                       | PSOE  |
| 25 mai 2003        | Marino Huerta Guijarro                        | PP    |
| 27 mai 2007        | Marino Huerta Guijarro                        | PP    |
| 22 mai 2011        | Marino Huerta Guijarro                        | PP    |
| 24 mai 2015        | Marino Huerta Guijarro                        | PP    |